# Tmarus natalensis
Tmarus natalensis är en spindelart som beskrevs av Roger de Lessert 1925. Tmarus natalensis ingår i släktet Tmarus och familjen krabbspindlar. Inga underarter finns listade i Catalogue of Life.